# 大黄冠啄木鸟
大黄冠啄木鸟（学名：Chrysophlegma flavinucha）为啄木鸟科黃冠啄木鳥屬的鸟类。该物种的模式产地在喜马拉雅山脉。

## 亚种
- 大黄冠啄木鸟云南亚种（学名：Picus flavinucha archon）。[3]
- 大黄冠啄木鸟指名亚种（学名：Picus flavinucha flavinucha）。在中国大陆，分布于云南等地。该物种的模式产地在喜马拉雅山脉。[4]
- 大黄冠啄木鸟华南亚种（学名：Picus flavinucha ricketti）。在中国大陆，分布于四川、福建等地。该物种的模式产地在福建。[5]
- 大黄冠啄木鸟海南亚种（学名：Picus flavinucha styani）。在中国大陆，分布于广西、海南等地。该物种的模式产地在海南。[6]